# Marco Cocci
Marco Cocci (Prato, 5 settembre 1974) è un attore, cantante e conduttore televisivo italiano.

## Biografia
Leader, cantante e autore della rock band Malfunk, ha inciso quattro album: Tempi supplementari (1996), Malfunk (1998), Dentro (2003), Randagi (2007). È inoltre occasionalmente modello per alcune campagne pubblicitarie legate a grandi nomi della moda italiana. Esordisce sul grande schermo nel 1997 con Ovosodo, regia di Paolo Virzì, dove interpreta il (finto) ribelle Tommaso. Nello stesso anno recita nel film di produzione spagnola Mi dulce. Nel 2001 compare nella parte di Alberto, un venticinquenne single sessualmente molto attivo, in L'ultimo bacio. Seguono altri ruoli da protagonista in Fughe da fermo (2001) e Prima dammi un bacio (2003).
Nel 2004 approda a MTV per condurre Brand:New anche se per una sola stagione. Nel 2008 conduce Pirati, trasmissione televisiva di Rai 2. Tra gli altri suoi lavori, ricordiamo i film: la miniserie TV Doppio agguato (2003), Amatemi (2005), entrambi per la regia di Renato De Maria, Commediasexi, regia di Alessandro D'Alatri, e Rosso come il cielo, regia di Cristiano Bortone, entrambi del 2006. Nel febbraio 2006 inizia la sua partecipazione al progetto Rezophonic ideato da Mario Riso «per offrire da bere a chi ha veramente sete» in collaborazione con l'AMREF.
Nel 2008 con il progetto Rezophonic duetta nella 58ª edizione del Festival della Canzone Italiana insieme a L'Aura nel brano Basta!!. In televisione appare, tra l'altro, in L'uomo che cavalcava nel buio (2009), regia di Salvatore Basile. Entra nel cast della fiction della Rai Medicina generale 2, con Nicole Grimaudo e Andrea Di Stefano. Nel 2010 riveste i panni di Alberto in Baciami ancora (2010), ancora diretto da Gabriele Muccino. Il 19 febbraio 2010 duetta insieme a Irene Grandi nel brano La cometa di Halley, durante la quarta serata del 60º Festival della Canzone Italiana.
Il 22 giugno 2012 ha aperto la rassegna torinese STOW (Seattle Torino One Way), rassegna di spettacoli che avrebbe dovuto concludersi con un concerto - poi annullato - di Chris Cornell. Nel 2013 è protagonista del film Mr America, opera prima del regista Leonardo Ferrari Carissimi, dove interpreta il protagonista, al fianco di Anna Favella. Il 16 maggio 2019, lasciatosi alle spalle l'esperienza con i Malfunk, esordisce con il suo primo album da solista intitolato Steps, lavoro composto da 13 brani prodotti assieme a Cristopher Bacco al quale hanno partecipato ospiti come Bobby Solo, Federico Poggipollini, Roberto Angelini, Durga McBroom e Gianluca De Rubertis.

## Discografia

### Da solista
- 2019 – Steps

### Con i Malfunk
- 1994 – Sound of the Soul (Prof. Trotter)
- 1996 – Tempi supplementari (Prof. Trotter, riedito nel 2004 per Volume 6)
- 2000 – Malfunk (Baracca & Burattini)
- 2003 – Dentro (Volume 6)
- 2007 – Randagi (About-Rock Records)
- 2008 – Randagi con un cuore enorme (Ultracuto Dischi)

## Filmografia

### Cinema
- Ovosodo, regia di Paolo Virzì (1997)
- L'ultimo bacio, regia di Gabriele Muccino (2001)
- Fughe da fermo, regia di Edoardo Nesi (2001)
- Mi dulce, regia di Jesús Mora (2001)
- Prima dammi un bacio, regia di Ambrogio Lo Giudice (2003)
- Radio West, regia di Alessandro Valori (2003)
- Amatemi, regia di Renato De Maria (2005)
- Progetto Fiorenza, regia di Alessio Della Valle (2006)
- Rosso come il cielo, regia di Cristiano Bortone (2006)
- Commediasexi, regia di Alessandro D'Alatri (2006)
- Da lontano, regia di Adriano Valerio – cortometraggio (2007)
- Tutti intorno a Linda, regia di Barbara e Monica Sgambellone (2009)
- Baciami ancora, regia di Gabriele Muccino (2010)
- I più grandi di tutti, regia di Carlo Virzì (2012)
- Mr. America, regia di Leonardo Ferrari Carissimi (2013)
- Sp1ral, regia di Orazio Guarino (2016)
- Mata Hari, regia di Rossana Patrizia Siclari (2016)
- Raffaello - Il principe delle arti in 3D, regia di Luca Viotto (2017)
- La mia famiglia a soqquadro, regia di Max Nardari (2017)
- Lasciami per sempre, regia di Simona Izzo (2017)
- Stato di ebbrezza, regia di Luca Biglione (2018)
- Sulle nuvole, regia di Tommaso Paradiso (2022)
- Felicità, regia di Micaela Ramazzotti (2023)
- L'amore e altre seghe mentali, regia di Giampaolo Morelli (2024)

### Televisione
- Doppio agguato, regia di Renato De Maria – miniserie TV (2003)
- Una famiglia per caso, regia di Camilla Costanzo e Alessio Cremonini – film TV (2003)
- Zodiaco, regia di Eros Puglielli – miniserie TV (2008)
- L'uomo che cavalcava nel buio, regia di Salvatore Basile – miniserie TV (2009)
- Medicina generale – serie TV (2009)
- L'amore non basta (quasi mai...), regia di Antonello Grimaldi – miniserie TV (2010)
- Mia madre, regia di Ricky Tognazzi – miniserie TV (2010)
- Il commissario Zagaria, regia di Antonello Grimaldi – miniserie TV (2011)
- Casa e bottega, regia di Luca Ribuoli – miniserie TV (2013)
- K2 - La montagna degli italiani, regia di Robert Dornhelm – miniserie TV (2012)
- A testa alta - I martiri di Fiesole, regia di Maurizio Zaccaro – film TV (2014)
- Scomparsa – serie TV (2017)
- La strada di casa – serie TV (2017-2019)
- Pezzi unici – serie TV (2019)
- Come una madre, regia di Andrea Porporati – miniserie TV (2020)
- Vite in fuga – serie TV, episodio 1x01 (2020)
- Mental – serie TV, 8 episodi (2020)
- Se potessi dirti addio, regia di Simona Izzo e Ricky Tognazzi – miniserie TV (2024)